# Llança trencada
Llança trencada (títol original en anglès Broken Lance) és una pel·lícula estatunidenca dirigida per Edward Dmytryk i estrenada l'any 1954. Es va doblar al català.

## Argument
El ric ramader Matt Deveraux (Spencer Tracy) fa una incursió a les terres d'un miner de coure, que en fondre el mineral contamina les aigües del riu que necessita per al seu bestiar. Més tard divideix la seva propietat entre els seus fills. D'aquests, Joe (Robert Wagner) assumeix la responsabilitat d'assaltar les terres del miner, cosa que el porta a la presó per tres anys. Durant aquest temps el pare mor, i Joe jura venjança quan surti de la presó.	

## Repartiment
- Spencer Tracy: Matt Devereaux
- Robert Wagner: Joe Devereaux
- Jean Peters: Barbara
- Richard Widmark: Ben Devereaux
- Katy Jurado: Senyora Devereaux

## Premis
- Katy Jurado va ser candidata a l'Oscar a la millor actriu secundària de 1955[2]
- Richard Murphy va guanyar l'Oscar al millor argument de 1955.[2]